# Jiah Khan
Jiah Khan, geboren Nafisa Khan (New York, 20 februari 1988 – Mumbai, 3 juni 2013) was een Brits-Indiase actrice.

## Biografie
Khan werd geboren in 1988 in New York. Ze was de dochter van een Indiase Amerikaan en Indiase actrice Rabia Amin. Khan groeide op in Londen. Haar debuut in Bollywood maakte ze in 2007 in de film Nishabd. In 2008 verscheen ze in Ghajini, deze film bracht het meeste op van alle Bollywood-films in 2008. Haar laatste filmrol was in Housefull uit 2010.
Op 3 juni 2013 pleegde Khan zelfmoord in haar huis in Juhu, Mumbai. Ze was depressief omdat ze dacht dat haar filmcarrière faalde. Een paar maanden voor ze zelfmoord pleegde probeerde ze dit ook te doen door haar polsen door te snijden. 
Op 11 januari 2021 begon de BBC met het uitzenden van een driedelige documentaire over Khan's dood, Death in Bollywood.

## Filmografie
| Jaar | Film      | Rol               | Opmerking                       |
| ---- | --------- | ----------------- | ------------------------------- |
| 2007 | Nishabd   | Jiah              | ook zangeres nummer "Take Lite" |
| 2008 | Ghajini   | Sunita Kalantri   |                                 |
| 2010 | Housefull | Devika K. Samtani |                                 |